# 5 de maig
El 5 de maig és el cent vint-i-cinquè dia de l'any del calendari gregorià i el cent vint-i-sisè en els anys de traspàs. Queden 240 dies per finalitzar l'any.

## Esdeveniments
Països Catalans
- 1872, Barcelona: es publica el primer número de L'Esquella de la Torratxa, que es publicarà fins al 1939.[1]
- 1895, Barcelona: primera exhibició cinematogràfica a Catalunya. S'hi presenta el cinetoscopi de Thomas Alva Edison a la Plaça de Catalunya.
- 1959, Barcelona: La soprano Maria Callas fa la seva única actuació al teatre del Liceu.[2]
- 2002 - 
  - Catalunya del Nord: bateig dels Angelets del Vallespir, castellers de Sant Joan Pla de Corts, al Vallespir.
  - Màlaga: El València CF es proclama matemàticament campió de lliga en guanyar per 0:2 front el Málaga CF.
- 2007, València: manifestació multitudinària de més de 70.000 persones (segons l'organitzadora ACPV) per commemorar els 300 anys de la desfeta d'Almansa i en defensa del País Valencià.

Resta del món
- 553, Constantinoble, Imperi Romà d'Orient: comença el Segon concili de Constantinoble que durarà fins al 2 de juny. El concili condemna del nestorianisme.
- 1045, Roma: comença al pontificat de Papa Gregori VI, només va durar fins al 20 de desembre de 1046, ja que Enric III, valent-se dels privilegis que li atribuïen el Privilegium Othonis, el va obligar a abdicar i va ser desterrat a Colònia.
- 1808, Baiona, País Basc: comencen les Abdicacions de Baiona: Carles IV renuncia als seus drets al tron d'Espanya a favor de Napoleó Bonaparte a canvi d'una generosa pensió.[3]
- 1836, Sant Sebastià, Donostialdea, País Basc: els carlins acaben fugint en la batalla de Lugariz davant l'atac dels liberals i els britànics a la Primera Guerra Carlina.
- 1838, Alcanyís, el Baix Aragó: els carlins aixequen el Setge d'Alcanyís després que no assolissin assaltar la vil·la durant la Primera Guerra Carlina.
- 1862, Puebla de Zaragoza, Estat de Puebla, Mèxic: el general Zaragoza, enfront de l'exèrcit liberal mexicà, derrota en la batalla de Puebla les tropes intervencionistes franceses que feien costat als conservadors.[4]
- 1864, Comtat de Spotsylvania i Comtat d'Orange, Virgínia, EUA: Comença la batalla de Wilderness (Guerra civil dels Estats Units).
- 1916, Presó de Kilmainham, Dublín: John MacBride és afusellat per la seva participació en l'Alçament de Pasqua.[5]
- 1936, Etiòpia: L'exèrcit italià captura Addis Abeba, la capital d'Etiòpia. S'acaba la conquesta d'Etiòpia per part de l'exèrcit italià.
- 1945, Mauthausen, Alta Àustria, Àustria: Les tropes dels Estats Units n'alliberen el camp de concentració de Mauthausen, camp de concentració nazi, on moriren 2.000 catalans.
- 1949, Londres: es signa el Tractat de Londres on es ratifica l'Estatut del Consell d'Europa
- 1961: Alan Shepard va viatjar a l'espai. Va ser la segona persona a orbitar sobre la Terra.
- 1998, Nouméa, Nova Caledònia, Dependències d'ultramar franceses: Es signa l'Acord de Nouméa, preveu la transferència de determinades competències de França a Nova Caledònia.
- 1999: Microsoft Corporation publica el Windows 98 Segona Edició.
- 2005, Regne Unit: eleccions al Regne Unit. El Partit Laborista del primer ministre Tony Blair, obté la victòria per tercera vegada consecutiva, circumstància que no s'havia produït mai.

## Naixements
Països Catalans
- 1730, Valls: Lluís Bonifaç i Massó, escultor català, un dels principals exponents de l'escultura barroca catalana (m. 1786).[6]
- 1845, Vilassar de Mar, província de Barcelona: Jaume Almera i Comas, geòleg i paleontòleg (m. 1919).[7]
- 1871, Castelló de la Plana, Plana Alta: Vicent Castell i Domènech, pintor, dibuixant i decorador valencià (m. 1934).[8]
- 1884, Valls, província de Tarragona: Carles Cardó i Sanjoan, eclesiàstic i escriptor (m. 1958).[9]
- 1899, 
  - Sabadell, província de Barcelona: Francesc Trabal i Benessat, novel·lista, contista i periodista (m. 1957).[10]
  - Barcelona: Cèlia Suñol i Pla, escriptora catalana (m. 1986).[11]
- 1921, Barcelona: Paquita Ferràndiz, actriu teatral catalana (m. 1996).[12]
- 1925, Lleidaː Pepita Cervera, pianista, compositora, musicòloga i pedagoga lleidatana.[13]
- 1943, Barcelona: Jaume Arnella, músic català.[14]
- 1958, Figueres: Maria Àngels Gardella i Quer, escriptora i professora, llicenciada en filologia.[15]
- 1986, Figueres: Eva Fernández Brugués, tennista professional catalana.

Resta del món
- 347, Roma: Paula de Roma, noble matrona romana, deixebla de Sant Jeroni, venerada com a santa per l'Església catòlica (m. 404).[16]
- 1800, Rethel (França): Louis Hachette, editor francès (m. 1864).
- 1813, Copenhaguen, Dinamarca: Søren Kierkegaard, filòsof danès. Considerat el primer filòsof existencialista (m. 1855).[17]
- 1818, Trèveris, Prússia: Karl Marx, filòsof, economista i sociòleg europeu, conegut sobretot per la seva anàlisi de la història en termes de lluita de classes (m. 1883).[18]
- 1819, Ubiel, propo de Minsk, Imperi Rus: Stanisław Moniuszko, compositor polonès (m. 1872).[19]
- 1826, Granada: Eugènia de Montijo, darrera emperadriu dels francesos (m. 1920).[17]
- 1846, Wola Okrzejska, Tsarat de Polònia: Henryk Sienkiewicz, escriptor polonès, Premi Nobel de Literatura l'any 1905 (m. 1916).[20]
- 1864, Cochran's Mills, Pennsilvània, EUA: Nellie Bly, periodista nord-americana, pionera en el periodisme d'investigació i en el periodisme clandestí (m. 1922).[21]
- 1869, Moscou, Imperi Rus: Hans Pfittzner, compositor alemany (m. 1949).[22]
- 1882, Manchester: Sylvia Pankhurst, artista pintora, política feminista i sufragista britànica (m. 1960).[23]
- 1892, Londresː Dorothy Garrod, arqueòloga britànica especialitzada en el període Paleolític (m. 1968).[24]
- 1905, Nàpols: Maria Caniglia, soprano dramàtica italiana (m. 1979).[25]
- 1907, Txernivtsi, aleshores Àustria-Hongria: Iryna Vilde, escriptora ucraïnesa (m. 1982).[26]
- 1909, Budapest, Imperi Austrohongarès: Miklós Radnóti, poeta hongarès.[27]
- 1910, Amsterdam: Leo Lionni, dissenyador gràfic, pintor i il·lustrador i creador de llibres per a nens i nenes.[28]
- 1911, Dhalghat, Patiya, Bangladesh: Pritilata Waddedar, revolucionària i activista per la independència d'Índia (m. 1932).[29]
- 1914, Cincinnati, Ohio, EUA: Tyrone Power, productor i actor estatunidenc.
- 1915, Rancho Mirage, Califòrnia: Alice Faye, actriu estatunidenca de cinema i musicals de teatre (m. 1998).[30]
- 1921, 
  - Mount Vernon, Nova York (EUA): Arthur Leonard Schawlow, físic nord-americà, Premi Nobel de Física de l'any 1981 (m. 1999).[31]
  - Dulwichː Mavis Batey, criptoanalista britànica a Bletchley Park durant la Segona Guerra Mundial (m. 2013).[32]
- 1922, Skopinsky, República Socialista Russa: Aleksandra Akimova, navegant d'esquadró russa (m. 2012).[33]
- 1923, Toronto, Canadà: Cathleen Synge Morawetz, fou una matemàtica canadenca-estatunidenca.[34]
- 1937, Coventry (Anglaterra): Delia Derbyshire, compositora de música concreta, pionera de la música electrònica (m. 2001).[35]
- 1943
  - Linares, província de Jaén: Raphael, cantant espanyol.
  - Sheffield, Anglaterra: Michael Palin, comediant anglès, actor, escriptor i presentador de televisió conegut per haver estat membre de Monty Python.
- 1950, Tilburg: Maggie MacNeal, cantant neerlandesa.
- 1979, Filipines: Charmane Star, actriu porno.
- 1986, Figueres: Eva Fernández Brugués, tennista professional catalana, campiona de Catalunya i d'Espanya en categories juvenils.[36]
- 1988, Tottenham, Anglaterra: Adele, cantant i compositora anglesa de soul.[37]

## Necrològiques
Països Catalans
- 1849, París, França: Vicent Salvà i Pérez, polític i editor literari valencià (n. 1786).[38]
- 1952, Barcelona: Ramon Vinyes i Cluet, escriptor d'obres de teatre, poesia i contes. Va servir de model a Gabriel García Márquez per al personatge de "el sabio catalán" de Cent anys de solitud.
- 1956, Barcelona: Montserrat Garriga Cabrero, botànica catalana (n.1864).[39][40]
- 1971, Barcelona: Manuel Rius i Rius, polític català, fill de Francesc de Paula Rius i Taulet i segon marquès d'Olèrdola (n. 1883).[41]

Resta del món
- 1028, Viseu, Regne de Portugal: Alfons V de Lleó, rei de Lleó i Galícia.[42]
- 1525, Lochau: Frederic III de Saxònia (1463-1525), dit «el savi», va ser el príncep elector de Saxònia (n. 1463).[43]
- 1652, Le Conquet, Bretanya, Regne de França: Mikael an Nobletz, sacerdot i predicador francès, lingüista sistematitzador del bretó.
- 1743, Sant Petersburg: Dorothea Maria Graff, pintora naturalista alemanya (n. 1678).[44]
- 1821, illa de Santa Helena, Imperi Britànic: Napoleó Bonaparte, estadista francès (n. 1769).[45]
- 1832, Hawaii: Kaahumanu, reina regent de Hawaii (n. 1772).[46]
- 1842, París: Jean Elleviou, cantant francès de la corda de tenor.
- 1859, Göttingen: Johann Peter Gustav Lejeune Dirichlet, matemàtic (n. 1805).
- 1904, Budapest, Hongria: Mór Jókai, escriptor, periodista i polític hongarès (n. 1825).[47]
- 1914, París: Mélanie de Bussierre, «comtessa» de Pourtalès, aristòcrata i salonnière francesa (n. 1836).[48]
- 1921, Viena, Imperi Austrohongarès: Alfred Hermann Fried, periodista, Premi Nobel de la Pau de l'any 1911 (n. 1864).[49]
- 1923, Gijón: Rosario de Acuña, escriptora, pensadora i periodista espanyola (n. 1850).[50]
- 1936, Viena, Marianne Hainisch, fundadora i presidenta del moviment de dones d'Àustria (n. 1839).[51]
- 1944, Ladenburg, Tercer Reich: Bertha Benz, pionera alemanya de l'automoció (n. 1849).[52]
- 1952, Roma (Itàlia): Alberto Savinio, pseudònim d'en Andrea de Chirico, escriptor, pintor i compositor italià, germà del Giorgio de Chirico. També va formar part del moviment artístic de pintura metafísica (n. 1891).[53]
- 1959, Buenos Aires, Argentina: Carlos Saavedra Lamas, Premi Nobel de la Pau en l'any 1936, pel seu paper mediador en la Guerra del Chaco, entre Paraguai i Bolívia, com a president de la Societat de Nacions (n. 1878).[54]
- 1971, Oxford, Anglaterra: William David Ross KBE, filòsof (n. 1877).[55]
- 1975, Copenhaguen: Vera Volkova, ballarina russa i professora de ball molt influent en la dansa occidental (n. 1904).[56]
- 1977, Bonn, Alemanya: Ludwig Erhard, economista i polític alemany, va ser Canceller d'Alemanya (1963-1966) (n. 1897).[57]
- 1981, Maze, Irlanda del Nord: Bobby Sands, membre de l'IRA Provisional i membre electe del Parlament britànic. Primer a morir a la Vaga de fam del 1981 a Irlanda del Nord. Portava en vaga de fam 66 dies, des de l'1 de març (n. 1954).[58]
- 1983, La Jolla, Califòrnia, Estats Units:  John Williams , actor de cinema, teatre i televisió britànic.
- 2006, Iași, Romania: Zoe Dumitrescu Buşulenga, crítica literària i assagista romanesa (n. 1920).[59]
- 2010, Roma, Itàlia: Giulietta Simionato, mezzosoprano italiana.[60]
- 2013, Heide, Slesvig-Holstein: Sarah Kirsch, destacada poeta alemanya (n. 1935).[61]
- 2023, Lahti: Siiri Rantanen, esquiadora de fons finlandesa de les dècades 1950 i 1960.[62]

## Festes i commemoracions
- Sant Màxim de Jerusalem, bisbe;
- Irene de Lecce;
- Hilari d'Arle, bisbe;
- Àngel de Sicília, carmelita[63]
- Amador de Tucci o de Martos, màrtir;
- Venerable Mikael an Nobletz.
- Sant Silvà, màrtir[63]
- Santa Crescenciana, màrtir[63]
- Sant Eutimi, diaca i màrtir[63]
- Sant Irineu, sant Pelegrí i santa Irene, màrtirs a Tessalònica, cremats vius a la foguera durant la persecució de Dioclecià.[63]
- Sant Màxim de Jerusalem, bisbe i confessor, tercer bisbe d'aquest nom a Jerusalem.[63]
- Sant Jovinià, lector i màrtir.[63]
- Sant Eulogi, confessor i bisbe d'Edessa, morí durant el regnat de Teodosi el Gran.[63]
- Sant Niceci, catorzè bisbe de Viena del Delfinat, mort el 375.[63]
- Sant Teodor, bisbe de Bolonya, mort el 540.[63]
- Sant Geronci, arquebisbe de Milà (segle v).[63]
- Sant Sacerdot, bisbe de Lió i de Sigüenza.[63]
- Sant Hilari d'Arle, bisbe i confessor.[63]